# Море Островів

Море Островів (лат. Mare Insularum) — місячне море, що знаходиться в басейні Островів на південь від Моря Дощів. Назва Моря Островів вперше офіційно запроваджена Міжнародним астрономічнним союзом в 1976 році, тому її не можна зустріти на старих мапах Місяця. Море Островів має розмір приблизно 900 км у діаметрі. Центр моря лежить приблизно між двома кратерами Кеплер та  Енке (на заході) та Затокою Спеки (на сході). Межу на півночі утворюють місячні Карпати. Південна межа невизначена, тут Море Островів зливається з Морем Пізнане (ще одна з останніх назв IAU). Дуже молодий кратер Коперник (утворений близько 800 мільйонів років тому) та його яскрава система променів лежать, як острів, у Морі Островів.
Два кругові кратери, Гортензій та Міліхій, що лежать на захід від Коперника, діаметром 14,5 км і 13 км відповідно. Вони перш за все цікаві тим, що служать орієнтирами для візуального спостереження або фотографування одного з найцікавіших класів місячних утворень - місячних куполів. Спостереження за цими структурами (висота яких зазвичай становить лише кілька сотень метрів) завжди вимагає освітлення поблизу термінатора, тобто низького кута падіння сонячного світла.
У цій області Місяця можна легко спостерігати окремі куполи та групи куполів. Це найбільші місячні куполи на видимій стороні Місяця. За своєю формою, градієнтом схилів і формацією їх найлегше можна порівняти з наземними щитовими вулканами. Безпосередньо на захід від Міліхій знаходиться купол Міліхій Пі. На північ від Гортензіума лежить група з шести таких куполів.

Назву цього регіону запропонував місячний геолог Дон Е. Вільгеймс (англ. Don E. Wilhelms).